# كيكو (لاعب كرة قدم، ولد 1991)
سيرجيو غونتان (بالإسبانية: Sergio Gontán Gallardo)‏ (مواليد 28 ديسمبر 1991 في مدريد - إسبانيا) لاعب كرة قدم إسباني يلعب حاليا لصالح نادي الدرجة الأولى أتلتيكو مدريد الإسباني منذ 2008 في مركز الجناح الأيمن .

## روابط خارجية
- سيرجيو غونتان على موقع الاتحاد الأوربي (الإنجليزية)
- سيرجيو غونتان على موقع قاعدة بيانات كرة القدم.إي يو (الإنجليزية)
- سيرجيو غونتان على موقع Soccerbase.com (لاعب) (الإنجليزية)
- سيرجيو غونتان على موقع Soccerway.com (الإنجليزية)
- سيرجيو غونتان على موقع عالم كرة القدم.نت (الإنجليزية)
- سيرجيو غونتان على موقع AS.com (الإسبانية)